# شچوچیا
شچوچیا (به لاتین: Shchuchya) یک رود در روسیه است که در ناحیه خودگردان یامالو-ننتس واقع شده‌است.